# Alkanna
Genre
Classification phylogénétique
Le genre Alkanna regroupe environ 50 espèces de plantes herbacées de la famille des Boraginacées originaires d'Europe, du bassin méditerranéen et d'Asie occidentale.

## Liste des espèces
- Alkanna amana Rech. fil.
- Alkanna areolata Boiss.
- Alkanna attilae P. H. Davis
- Alkanna aucheriana A. DC.
- Alkanna calliensis Heldr. ex Boiss.
- Alkanna cappadocica Boiss. & Balansa
- Alkanna confusa Rech. fil.
- Alkanna corcyrensis Hayek
- Alkanna cordifolia C. Koch
- Alkanna froedinii Rech. fil.
- Alkanna galilaea Boiss.
- Alkanna graeca Boiss. & Spruner
- Alkanna haussknechtii Bornm.
- Alkanna hirsutissima (Bertol.) A. DC.
- Alkanna hispida Huber-Morath
- Alkanna incana Boiss.
- Alkanna kotschyana A. DC.
- Alkanna leiocarpa Rech. fil.
- Alkanna lutea DC. - orcanette jaune
- Alkanna macrophylla Boiss. & Heldr.
- Alkanna macrosiphon Boiss. & Heldr.
- Alkanna maleolens Bornm.
- Alkanna megacarpa A. DC.
- Alkanna methanaea Hausskn.
- Alkanna noneiformis Griseb.
- Alkanna oreodoxa Huber-Morath
- Alkanna orientalis (L.) Boiss.
- Alkanna pamphylica Huber-Morath & Reese
- Alkanna pelia (Halácsy) Rech.f.
- Alkanna phrygia Bornm.
- Alkanna pinardii Boiss.
- Alkanna pindicola Hausskn.
- Alkanna prasinophylla Rech. fil.
- Alkanna primuliflora Griseb.
- Alkanna pseudotinctoria Huber-Morath
- Alkanna pulmonaria Griseb.
- Alkanna punctulata Huber-Morath
- Alkanna sandwithii Rech.f.
- Alkanna sartoriana Boiss. & Heldr.
- Alkanna saxicola Huber-Morath
- Alkanna scardica Griseb.
- Alkanna shattuckia (Post) Post
- Alkanna sieberi DC.
- Alkanna sieheana Rech. fil.
- Alkanna stribrnyi Velen.
- Alkanna strigosa Boiss. & Hohen.
- Alkanna tinctoria (L.) Tausch - orcanette des teinturiers
- Alkanna trichophila Huber-Morath
- Alkanna tubulosa Boiss.
- Alkanna verecunda Huber-Morath
- Alkanna viscidula Boiss.